# Come What(ever) May
Come What(ever) May er det andet album fra hård rockbandet Stone Sour som blev udgivet i 2006 gennem Roadrunner Records. Til deres andet album tog Stone Sour afsked med deres originale trommeslager Joel Ekman og Roy Mayorga (fra Soulfly) afløste ham. Derefter besluttede bandet at beholde Roy Mayorga som fultidstrommeslager. Roy spiller trommer på alle albummets numre udover "30/30-150." Trommespillet på dette nummer var spillet af trommeslageren Shannon Larkin fra Godsmack og Amen.

## Numre
1. "30/30-150" – 4:18
2. "Come What(ever) May" – 3:39
3. "Hell & Consequences" – 3:31
4. "Sillyworld" – 4:08
5. "Made of Scars" – 3:23
6. "Reborn" – 3:13
7. "Your God" – 4:43
8. "Through Glass" – 4:42
9. "Socio" – 3:20
10. "1st Person" – 4:01
11. "Cardiff" – 4:42
12. "Zzyzx Rd." – 5:16

## Manglende numre
Der blev produceret flere numre til albummet men de blev aldrig føjet til. Sangene var Fruitcake, Day I Let Go, Drama, Freeze Dry Seal, Suffer og The Frozen. Suffer og The Frozen blev udgivet over iTunes og Fruitcake blev føjet til Through Glass singlen.

## Personel
- Corey Taylor – Vokal/guitar
- James Root – Guitars
- Josh Rand – Guitar
- Shawn Economaki – Bas
- Roy Mayorga – Trommer
- Shannon Larkin – Trommer
- Nick Raskulinecz – Produktion
- Jamey Jasta – Vokal

## Placering på hitlister

### Album
| År   | Hitliste          | Placering |
| ---- | ----------------- | --------- |
| 2006 | The Billboard 200 | #4        |
| 2006 | UK Albums Chart   | #27       |

### Singler
| År   | Single          | Hitliste               | Placering   |
| ---- | --------------- | ---------------------- | ----------- |
| 2006 | "Through Glass" | Mainstream Rock Tracks | #1 (7 uger) |
| 2006 | "Through Glass" | Modern Rock Tracks     | #2          |
| 2007 | "Through Glass" | Billboard Hot 100      | #39         |
| 2007 | "Through Glass" | Pop 100                | #33         |
| 2007 | "Through Glass" | Hot Digital Songs      | #38         |
| 2006 | "Through Glass" | Adult Top 40           | #13         |
| 2006 | "Through Glass" | UK Singles Chart       | #167        |
| 2007 | "Sillyworld"    | Mainstream Rock Tracks | #5          |
| 2007 | "Sillyworld"    | Modern Rock Tracks     | #33         |